# Port lotniczy Kopenhaga-Kastrup

Plan lotniska

Port lotniczy Kopenhaga-Kastrup (Kastrup Lufthavn, Københavns Lufthavn) (IATA: CPH, ICAO: EKCH) – międzynarodowy port lotniczy, położony w Danii na wyspie Amager, 8 km na południowy wschód od Kopenhagi (w gminie Tårnby). Port lotniczy bierze nazwę od miasteczka Kastrup, na którego obszarze jest położony.
Port powstał w roku 1925. Rozbudowę lotniska, podjętą w 1939, przerwała II wojna światowa. Po 1945 rozwija się intensywnie. Obecnie składa się z trzech terminali, z których jeden obsługuje ruch wewnątrzkrajowy. Port ten jest głównym węzłem dla Skandynawskich Linii Lotniczych SAS. Codziennie przewija się tu około 50 tys. pasażerów, co daje w skali roku blisko 18 mln podróżnych (pojemność lotniska wynosi ok. 22 mln). Jest on tym samym największym pod względem liczby pasażerów portem lotniczym w Europie Północnej.
Utrzymaniem lotniska zajmuje się spółka Copenhagen Airports, która obsługuje także lotnisko w Roskilde.
Drugim portem lotniczym obsługującym Kopenhagę jest lotnisko w Malmö (MMX) w Szwecji.

## Historia
- 1925: Otwarcie lotniska 20 kwietnia. Jest jednym z pierwszych prywatnych lotnisk na świecie o trawiastym pasie.
- 1932: 6000 startów i lądowań w roku.
- 1936–1939: Nowy terminal, uważany za jeden z najwspanialszych przykładów nordyckiego funkcjonalizmu (architekt: Vilhelm Lauritzen).
- 1941: Pierwszy pas startowy o twardej nawierzchni.
- 1946: SAS wytycza lotnisko jako jeden z głównych węzłów lotniczych. Ruch szybko wzrasta w pierwszych latach działania SAS. Ponadto lotnisko staje się trzecim pod względem wielkości w Europie.
- 1947: 26 stycznia katastrofa samolotu KLM DC-3. Giną 22 osoby, w tym szwedzki książę Gustaw Adolf i amerykańska śpiewaczka operowa Grace Moore.
- 1948: 150 startów i lądowań dziennie i 3000 pasażerów obsługiwanych na dobę.
- 1950: 378 000 obsłużonych pasażerów.
- 1954: 11 000 ton obsłużonych towarów. SAS rozpoczyna pierwszy na świecie transpolarny lot, do Los Angeles. Trasa okazuje się być hitem, i przez kilka lat Kopenhaga stała się popularnym punktem tranzytowym dla gwiazd i producentów Hollywood do Europy.
- 1956: 1 mln pasażerów obsłużonych w ciągu roku. Lotnisko wygrywa nagrodę za najlepsze na świecie lotnisko.
- 1960: Wraz z pojawieniem się samolotów odrzutowych, zaczyna się debata o znaczący rozwój lotniska. Niezbędne są rozbudowa pasów startowych oraz powiększenie powierzchni lotniska.
- 1960: W dniu 30 kwietnia otwarto Terminal 2, również zaprojektowany przez Lauritzen. Ponadto powstaje nowa wieża kontroli, a lotnisko obsługuje 2 mln pasażerów rocznie.
- 1970: Port lotniczy cierpi z powodu chronicznego braku miejsca, co było widoczne zwłaszcza wraz z pojawieniem się dużych odrzutowców, takich jak Boeing 747. Po wstępnym podjęciu decyzji o rozbudowie na Saltholm, projekt jest zablokowany przez duński parlament.
- 1973: 8 mln pasażerów obsłużonych w ciągu roku. Budowa trzeciego pasa i podwojenie już istniejących (04L/22R-04R/22L), intensywnie rozszerzają możliwości liczby startów i lądowań.
- 1982: Otwarcie terminalu cargo.
- 1986: Otwarcie parkingu z 2400 miejscami.
- 1991: Lotnisko jest częściowo sprywatyzowane.
- 1998: Otwarcie Terminalu 3, a lotnisko może obsłużyć 17 mln pasażerów.
- 1999: Modernizacja systemu obsługi bagażu i przeniesienie starych terminali w inne miejsce.
- 2000: Port lotniczy obsługuje 18 400 000 pasażerów rocznie. Połączenie systemów kolejowych Danii i Szwecji.
- 2001: Otwarcie pięciogwiazdkowego hotelu Hilton z 382 łóżkami. 267 000 startów i lądowań.
- 2005: Macquaire Airport kupuje 52% akcji.
- 2006: Liczba pasażerów przekracza 20 milionów po raz pierwszy (20,9 mln).
- 2007: Otwarcie stacji metra, łączącej lotnisko z metrem w Kopenhadze.
- 2008: Otwarcie nowej wieży kontroli ruchu przez Naviair w ramach remontu systemu. Ogłoszenie planu budowy nowego terminalu dla tanich linii lotniczych.
- 2009: Macquaire Airport został przejęty przez MAp Airports.
- 2010: Otwarcie nowego terminalu tanich linii CPH Go 31 października.

## Linie lotnicze i połączenia
| Linia lotnicza                | Kierunek |
| ----------------------------- | --- |
| Aegean Airlines               | 1. Ateny Sezonowo: 1. Kalamata |
| Air Baltic                    | 1. Ryga 2. Tallinn 3. Tampere Sezonowo: 1. Gran Canaria |
| Air Cairo                     | Sezonowo: 1. Hurghada 2. Szarm el-Szejk |
| Air Canada                    | 1. Toronto Sezonowo: 1. Montreal-Trudeau |
| Air China                     | 1. Pekin |
| Air France                    | 1. Paryż-Charles de Gaulle |

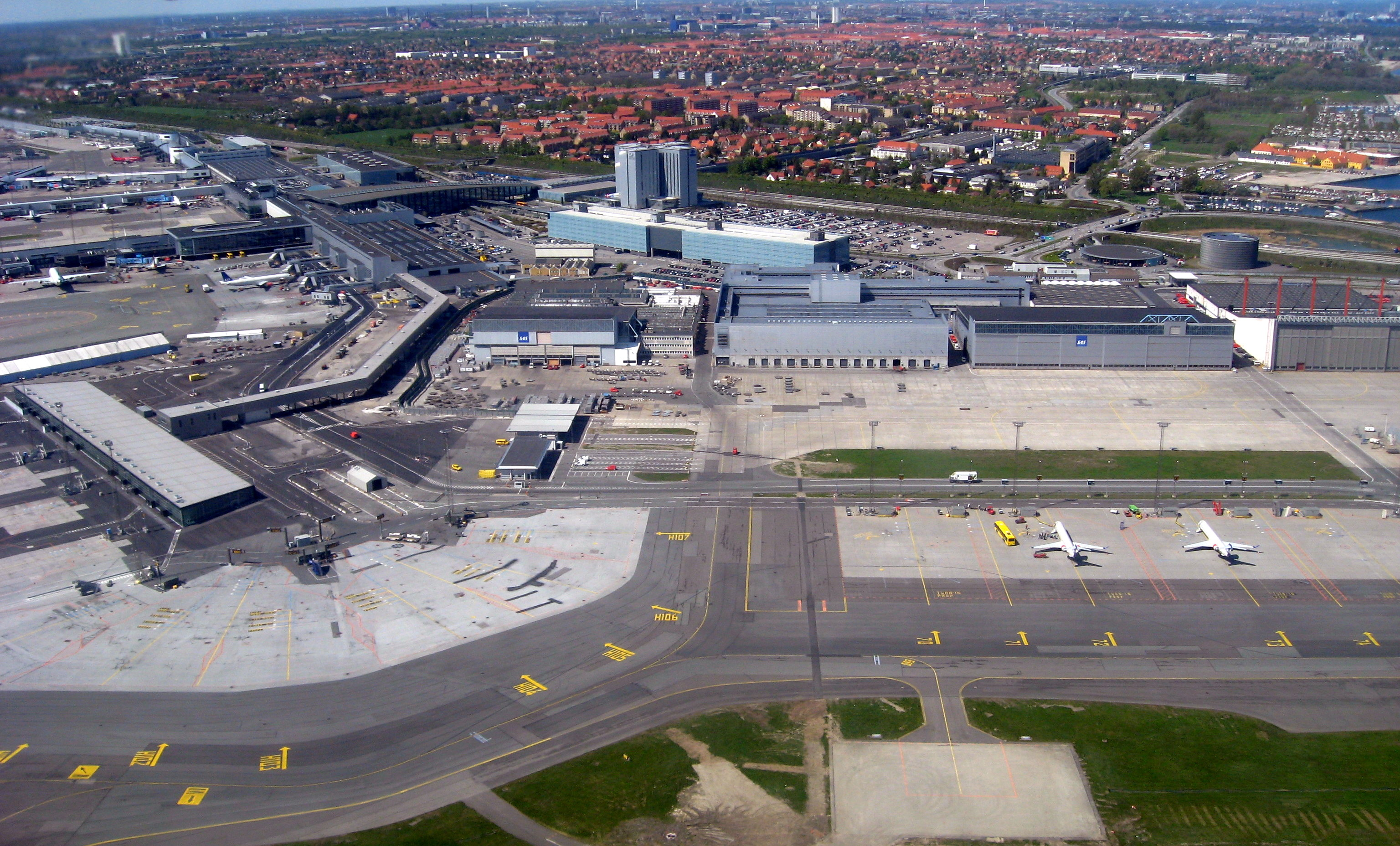
Terminale i pasy startowe – widok z powietrza (2011)

| Air Greenland                 | 1. Kangerlussuaq 2. Nuuk (od 29 listopada 2024) Sezonowo: 1. Narsarsuaq |
| Air India                     | 1. Delhi |
| Air Serbia                    | 1. Belgrad |
| Alsie Express                 | 1. Sønderborg |
| Atlantic Airways              | 1. Vágar |
| Austrian Airlines             | 1. Wiedeń Sezonowo: 1. Innsbruck (od 21 grudnia 2024) |
| BH Air                        | Sezonowo: 1. Burgas |
| Braathens Regional Airlines   | Sezonowe czartery: 1. Chania 2. Korfu 3. Kawala 4. Mitylena 5. Palma de Mallorca 6. Split |
| British Airways               | 1. Londyn-Heathrow |
| Brussels Airlines             | 1. Bruksela |
| Croatia Airlines              | 1. Zagrzeb |
| Danish Air Transport          | 1. Aalborg 2. Bornholm 3. Karup |
| Delta Air Lines               | Sezonowo: 1. Nowy Jork-JFK |
| easyJet                       | 1. Amsterdam 2. / Bazylea 3. Berlin 4. Bordeaux 5. Bristol 6. Edynburg 7. Genewa 8. Londyn-Gatwick 9. Lyon 10. Manchester 11. Mediolan-Malpensa 12. Nicea 13. Paryż-Charles de Gaulle Sezonowo: 1. Lizbona (od 30 października 2023) 2. Palma de Mallorca |
| EgyptAir                      | 1. Kair |
| Emirates                      | 1. Dubaj |
| Ethiopian Airlines            | 1. Addis Abeba |
| Etihad Airways                | 1. Abu Zabi |
| Eurowings                     | 1. Berlin 2. Düsseldorf 3. Praga 4. Salzburg Sezonowe czartery: 1. Innsbruck 2. Werona |
| Finnair                       | 1. Doha 2. Helsinki |
| FlyErbil                      | 1. Irbil |
| Freebird Airlines             | Sezonowe czartery: 1. Bodrum |
| Iberia Express                | 1. Madryt |
| Icelandair                    | 1. Reykjavik-Keflavík |
| KLM                           | 1. Amsterdam |
| LOT                           | 1. Warszawa-Chopin |
| Lufthansa                     | 1. Frankfurt 2. Monachium |
| Luxair                        | 1. Luksemburg |
| Middle East Airlines          | Sezonowo: 1. Bejrut |
| Norwegian Air Shuttle         | 1. Aalborg 2. Alicante 3. Amsterdam 4. Barcelona 5. Bergamo 6. Bergen 7. Berlin 8. Bilbao 9. Bratysława (od 28 czerwca 2025) 10. Budapeszt 11. Dublin 12. Edynburg 13. Gran Canaria 14. Helsinki 15. Kraków 16. Lizbona 17. Lublana 18. Londyn-Gatwick 19. Madryt-Barajas 20. Malaga 21. Manchester 22. Monachium 23. Newcastle (od 2 maja 2025) 24. Nicea 25. Oslo-Gardermoen 26. Palma de Mallorca 27. Paryż-Charles de Gaulle 28. Piza 29. Praga 30. Ryga 31. Rzym-Fiumicino 32. Stavanger 33. Sztokholm-Arlanda 34. Tel Awiw-Ben Gurion 35. Teneryfa-Południe 36. Trondheim-Værnes 37. Walencja 38. Wenecja 39. Wrocław Sezonowo: 1. Ateny 2. Bari 3. Bastia 4. / Bazylea 5. Bolonia 6. Bordeaux 7. Bornholm 8. Burgas 9. Katania 10. Chania 11. Dubrownik 12. Faro 13. Madera 14. Heraklion 15. Malta 16. Montpellier 17. Neapol 18. Olbia 19. Palermo 20. Porto 21. Pula 22. Rodos 23. Santorini 24. Split 25. Tirana 26. Tivat 27. Tuluza 28. Tromsø 29. Zadar 30. Zagrzeb |
| Pegasus Airlines              | 1. Stambuł-Sabiha Gökçen Sezonowo: 1. Antalya 2. Izmir 3. Konya |
| Play                          | 1. Reykjavík-Keflavík |
| Qatar Airways                 | 1. Doha |
| Ryanair                       | 1. Alicante 2. Mediolan-Bergamo 3. Bolonia 4. Budapeszt 5. Kolonia/Bonn 6. Dublin 7. Edynburg 8. Faro 9. Gdańsk 10. Kowno 11. Kraków 12. Londyn-Stansted 13. Madryt 14. Malaga 15. Manchester 16. Porto 17. Praga 18. Rzym-Fiumicino 19. Turyn 20. Wiedeń 21. Weeze Sezonowo: 1. Neapol 2. Palma de Mallorca 3. Piza 4. Saloniki 5. Wenecja |
| SAS                           | 1. Aalborg 2. Aarhus 3. Alicante 4. Amsterdam 5. Ateny 6. Atlanta 7. Barcelona 8. Bergen 9. Berlin 10. Billund (wznowione 30 marca 2025) 11. Birmingham 12. Bolonia 13. Boston 14. Bruksela 15. Budapeszt (wznowione 3 kwietnia 2025) 16. Bukareszt (wznowione 9 kwietnia 2025) 17. Chicago-O’Hare 18. Dublin 19. Düsseldorf 20. Faro 21. Frankfurt 22. Gdańsk 23. Genewa 24. Göteborg 25. Hamburg 26. Hanower 27. Helsinki 28. Kraków (wznowione 10 kwietnia 2025) 29. Kristiansand (wznowione 30 marca 2025) 30. Larnaka 31. Londyn-Heathrow 32. Los Angeles 33. Lyon (wznowione 4 kwietnia 2025) 34. Malaga 35. Madryt (wznowione 11 kwietnia 2025) 36. Malta (wznowione 31 marca 2025) 37. Manchester 38. Mediolan-Malpensa 39. Monachium 40. Newark-Liberty 41. Nowy Jork-JFK 42. Nicea 43. Oslo-Gardermoen 44. Połąga 45. Palma de Mallorca 46. Paryż-Charles de Gaulle 47. Porto 48. Poznań 49. Praga 50. Reykjavik-Keflavík 51. Rzym-Fiumicino 52. Salzburg 53. Sandefjord 54. San Francisco 55. Seattle-Tacoma (wznowione 21 maja 2025) 56. Szanghaj-Pudong 57. Stavanger 58. Stuttgart 59. Sztokholm-Arlanda 60. Tallinn 61. Tokio-Haneda 62. Tromsø 63. Trondheim 64. Wilno 65. Walencja (od 31 maja 2025) 66. Warszawa-Chopin 67. Waszyngton-Dulles 68. Zurych Sezonowo: 1. Aberdeen 2. Agadir 3. Ålesund 4. Antalya 5. Bari 6. Bangkok-Suvarnabhumi 7. Bejrut 8. Biarritz 9. Katania 10. Chania 11. Korfu 12. Dalaman 13. Dubrownik 14. Edynburg 15. Florencja 16. Gazipaşa 17. Genua 18. Gran Canaria 19. Heraklion 20. Ibiza 21. Kiruna (wznowione 12 grudnia 2024) 22. Lizbona 23. Mediolan-Linate (wznowione 30 marca 2025) 24. Miami 25. Montpellier 26. Neapol 27. Newquay 28. Olbia 29. Östersund 30. Palermo 31. Piza 32. Prisztina 33. Pula 34. Rodos 35. Rovaniemi (od 2 grudnia 2024) 36. Sälen 37. Santorini 38. Sarajewo 39. Sewilla (od 1 marca 2025) 40. Split 41. Teneryfa-Południe 42. Saloniki 43. Tirana 44. Tivat 45. Toronto-Pearson 46. Turku (wznowione 31 marca 2025) 47. Turyn 48. Vágar 49. Wenecja 50. Zadar 51. Zakintos |
| Singapore Airlines            | 1. Singapur |
| Sunclass Airlines             | Czartery: 1. Gran Canaria 2. Teneryfa-Południe Sezonowe czartery: 1. Antalya 2. Bandżul 3. Chania 4. Madera 5. Gazipaşa 6. Heraklion 7. Kos 8. Larnaka 9. Palma de Mallorca 10. Preweza 11. Rodos 12. Sal 13. Skiathos 14. Warna |
| SunExpress                    | Sezonowo: 1. Ankara 2. Antalya 3. Dalaman 4. Izmir 5. Konya |
| Swiss International Air Lines | 1. Genewa 2. Zurych |
| TAP Portugal                  | 1. Lizbona |
| Thai Airways                  | 1. Bangkok-Suvarnabhumi |
| Transavia                     | 1. Eindhoven Sezonowo: 1. Paryż-Orly |
| TUI Airways                   | Sezonowe czartery: 1. Cancún 2. Phuket |
| TUIfly Nordic                 | Sezonowe czartery: 1. Boa Vista 2. Sal |
| Turkish Airlines              | 1. Stambuł 2. Stambuł-Sabiha Gökçen Sezonowo: 1. Ankara 2. Konya |
| Volotea                       | Sezonowo: 1. Marsylia 2. Nantes |
| Vueling                       | 1. Barcelona 2. Bilbao 3. Gran Canaria 4. Paryż-Orly Sezonowo: 1. Alicante 2. Malaga 3. Palma de Mallorca |
| Widerøe                       | 1. Oslo-Torp |
| Wizz Air                      | 1. Belgrad 2. Bukareszt 3. Budapeszt 4. Gdańsk 5. Jassy 6. Katowice 7. Kutaisi 8. Skopje 9. Sofia 10. Warszawa-Chopin |

### Cargo
| Linia lotnicza           | Kierunek |
| ------------------------ | --- |
| China Cargo Airlines     | 1. Szanghaj                                                                                                   |
| DHL Aviation             | 1. East Midlands 2. Lipsk 3. Madryt 4. Oslo-Gardermoen 5. Sztokholm-Arlanda                                   |
| Emirates SkyCargo        | 1. Atlanta 2. Chicago-O’Hare 3. Columbus-Rickenbacker 4. Dubaj-Al Maktoum 5. Houston 6. Los Angeles 7. Meksyk |
| FedEx Express            | 1. Helsinki 2. Paryż-Charles de Gaulle                                                                        |
| Korean Air Cargo         | 1. Seul-Incheon                                                                                               |
| Singapore Airlines Cargo | 1. Amsterdam 2. Bruksela 3. Szardża 4. Singapur-Changi                                                        |
| West Air Sweden          | 1. Helsinki                                                                                                   |

## Inne udogodnienia
Urząd ruchu SAS znajduje się na lotnisku, tak jak i Cimber Sterling. Thomas Cook Airlines ma tutaj zarówno swoją siedzibę i biura ruchu, jak również centrum symulatora lotu OOA. Wszystkie te biura znajdują się w południowej części lotniska w Kopenhadze, w Dragør, wraz z VIP-terminalem. Terminal VIP jest w rzeczywistości pierwszym terminalem istniejącym od 1920 roku. Został on przeniesiony o 2 km w latach 90. XX wieku.

## Statystyki
| Kierunek            | Liczba pasażerów |
| ------------------- | ---------------- |
| Londyn              | 1 732 857        |
| Sztokholm           | 1 449 963        |
| Oslo                | 1 411 399        |
| Amsterdam           | 888 798          |
| Aalborg             | 874 221          |
| Helsinki            | 780 976          |
| Paryż               | 774 252          |
| Frankfurt nad Menem | 653 386          |
| Bruksela            | 466 709          |
| Mediolan            | 433 630          |
| Berlin              | 428 062          |
| Zurych              | 426 089          |
| Rzym                | 423 176          |
| Bergen              | 419 284          |
| Reykjavík-Keflavík  | 411 893          |
| Monachium           | 406 832          |
| Wiedeń              | 382 220          |
| Düsseldorf          | 380 861          |
| Barcelona           | 367 925          |
| Nowy Jork           | 349 756          |
| Göteborg            | 335 135          |
| Stambuł             | 328 169          |
| Málaga              | 315 082          |
| Manchester          | 297 209          |
| Stavanger           | 281 032          |
| Genewa              | 276 133          |
| Nicea               | 274 524          |
| Dublin              | 270 333          |
| Dubaj               | 257 019          |
| Bangkok             | 254 222          |

### Statystyki pasów[43]
Starty – numer pasa
- 22 L – 4.8%
- 22 R – 65.0%
- 04 L – 0%
- 04 R – 30.0%
- 30 – 0.2%
- 12 – 0%

Lądowania – numer pasa
- 22 L – 65.8% (Pas posiada system ILS kategorii 3)
- 22 R – 1.6%
- 04 L – 30.3%
- 04 R – 0.1%
- 30 – 2.0%
- 12 – 0.2%

## Transport

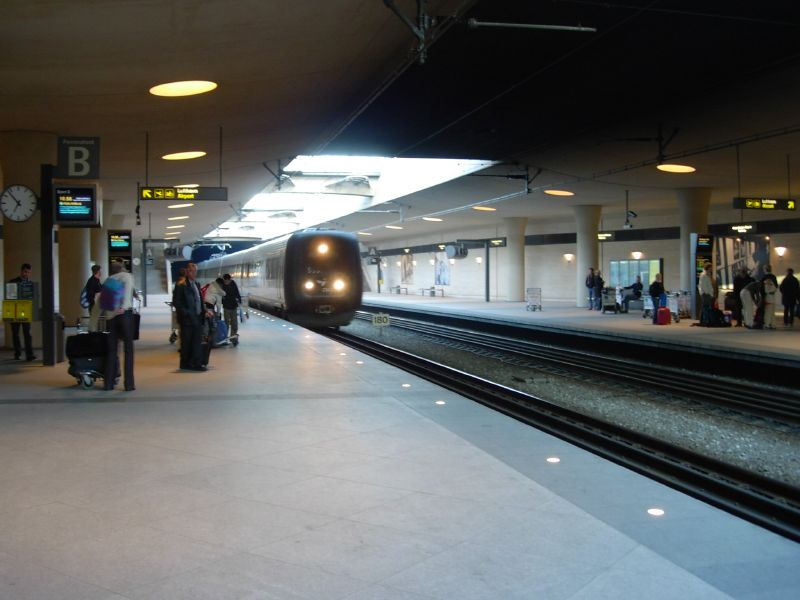
Stacja kolejowa

- Kolej – stacja kolejowa znajduje się pod terminalem 3 na linii kolejowej Oresund i jest obsługiwana przez Öresundståg AB, które zapewniają połączenia do centrum miasta, Helsingøru, Malmö, Göteborga, Ystadu i Karlskrony i innych południowych oraz południowo-zachodnich miast szwedzkich.

- Linie regionalne/międzyregionalne:
  - Helsingør – Lotnisko – Malmö – Göteborg
  - Helsingør – Lotnisko – Malmö – Karlskrona
  - Helsingør – Lotnisko – Malmö – Kalmar
  - Nivå – Lotnisko (w godzinach szczytu kursują dalej do Szwecji)
  - Lotnisko – Ystad – dalej promem na wyspę Bornholm

Niektóre duńskie pociągi Intercity i ICE rozpoczynają bieg na tej stacji, do takich miast jak Esbjerg, Århus, Aalborg i Sønderborg lub niemieckiego Flensburga. Również szwedzki przewoźnik SJ obsługuje kilka pociągów ekspresowych dziennie pomiędzy Kopenhagą i Sztokholmem, które zatrzymują się na stacji.
- Metro – linia M2 metra w Kopenhadze łączy lotnisko z centrum miasta. Stacja metra znajduje się dwa piętra nad podziemnym dworcem kolejowym.

- Autobusy – autobusy Movia 5A, 35, 36 i linia Gråhundbus 999 zatrzymują się na lotnisku, autobus 888, express-bus do Jutlandii, zatrzymuje się również na lotnisku. Przystanki autobusowe Movia 2A znajdują się w pobliżu lotniska. Znajduje się tu również przystanek autobusów dalekobieżnych, Flixbus obsługuje linie do Norwegii i Szwecji (Oslo, Göteborg, Malmö, Uppsala, Sztokholm, Kalmar i wiele innych miast), Nettbus, Bus4You (Oslo,Göteborg).

- Autostrada – autostrada E20 biegnie przez port lotniczy. E20 korzysta z opłat drogowych mostu nad Sundem do Szwecji. Lotnisko posiada 8600 miejsc parkingowych. Klienci mogą rezerwować miejsce na stronie internetowej lotniska.